# Laurențiu Panaitopol
Laurențiu Panaitopol (n. 10 august 1940, Balcic, județul interbelic Caliacra – d. 18 noiembrie 2008) a fost un matematician, pedagog și profesor universitar român.

## Biografie
Tatăl său era ofițer, iar mama sa profesoară de latină și elină (greaca veche).
Ulterior, familia Panaitopol s-a mutat la Giurgiu, unde viitorul matematician a urmat școala primară, gimnaziul și liceul. În timpul liceului, tânărul Laurențiu Panaitopol a adus contribuții valoroase la Gazeta Matematică și Fizică, în calitate de colaborator. A fost câștigătorul necontestat al olimpiadelor școlare de matematică, un adevărat lider al generației sale.
În 1957, Laurențiu Panaitopol a devenit student al Facultății de Matematică și Fizică a Universității din București, unde s-a remarcat prin pasiunea pentru științele exacte. Dar, în 1957, regimul comunist era intolerant. Sub acuzații absurde de genul „are o atitudine dușmănoasă”, „are o atitudine ostilă științelor sociale”, a fost exmatriculat din facultate la începutul anului II și trimis să lucreze în uzină la „Timpuri noi” ca frezor de roți dințate.
După doi ani, autoritățile au mai relaxat lupta de clasă. Ambiția și dragostea nemărginită pentru matematică l-au adus pe Laurențiu Panaitopol din nou la universitate.
A obținut licența în 1964 cu o lucrare de diplomă în domeniul analizei matematice. Din cauza „dosarului de cadre”, nu a putut rămâne în învățământul superior și a fost nevoit să se mulțumească cu un post de profesor în satul Remuș din actualul județ Giurgiu. Ulterior, s-a mutat la Giurgiu unde a predat la Liceul Economic și apoi la liceul Teoretic „Ion Maiorescu”.
În 1970, a devenit asistent la Facultatea de Pedagogie-Psihologie și apoi la cea de Matematică. În 1979, a susținut teza de doctorat cu titlul „Contribuții la studiul funcțiilor aritmetice. Verificarea pe calculator a unor ipoteze”.
Profesorul Laurențiu Panaitopol s-a stins din viață la 18 noiembrie 2008, după o lungă și grea suferință.
În amintirea lui anual se organizează Concursul Laurentiu Panaitopol al Filialei București a Societății de Științe Matematice din România și Institutului de Matematică al Academiei Române.

## Activitatea științifică
În același timp cu preocupările științifice specifice unui cadru didactic universitar, profesorul Laurențiu Panaitopol a avut o slăbiciune deosebită pentru matematica elementară din liceu și gimnaziu. S-a ocupat cu multă pasiune de pregătirea loturilor olimpice, a compus o mulțime de probleme, adevărate bijuterii matematice, pe care le-a propus la diferite etape ale olimpiadelor de matematică.
Timp de 40 de ani a fost unul dintre cei mai fervenți susținători ai Gazetei Matematice.
Ca profesor de metodică în cadrul Facultății de Matematică, a format generații și generații de profesori.